# ذخیره‌گاه طبیعی آکسو-ژاباگلی
ذخیره‌گاه طبیعی آکسو-ژاباگلی (قزاقی: Ақсу-Жабағылы қорығы) قدیمی‌ترین ذخیره‌گاه طبیعی در آسیای مرکزی در استان ترکستان، قزاقستان است.
این منطقه حفاظت شده که در سال ۱۹۲۶ تشکیل شده دارای ۱٬۳۱۹٫۳۳۹ کیلومتر مربع (۱۳۱.۹۳۴ هکتار) وسعت است.

## نگارخانه

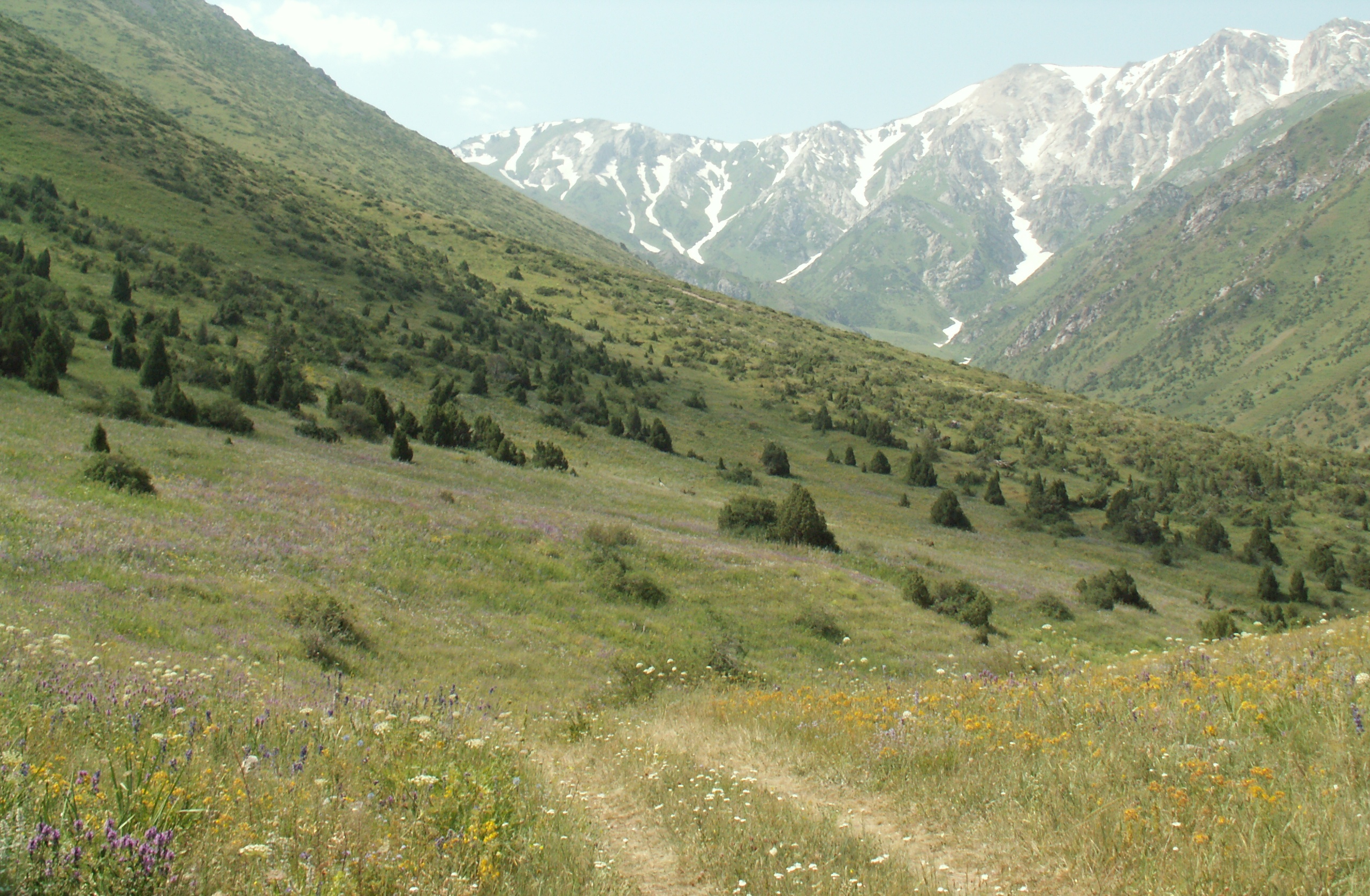
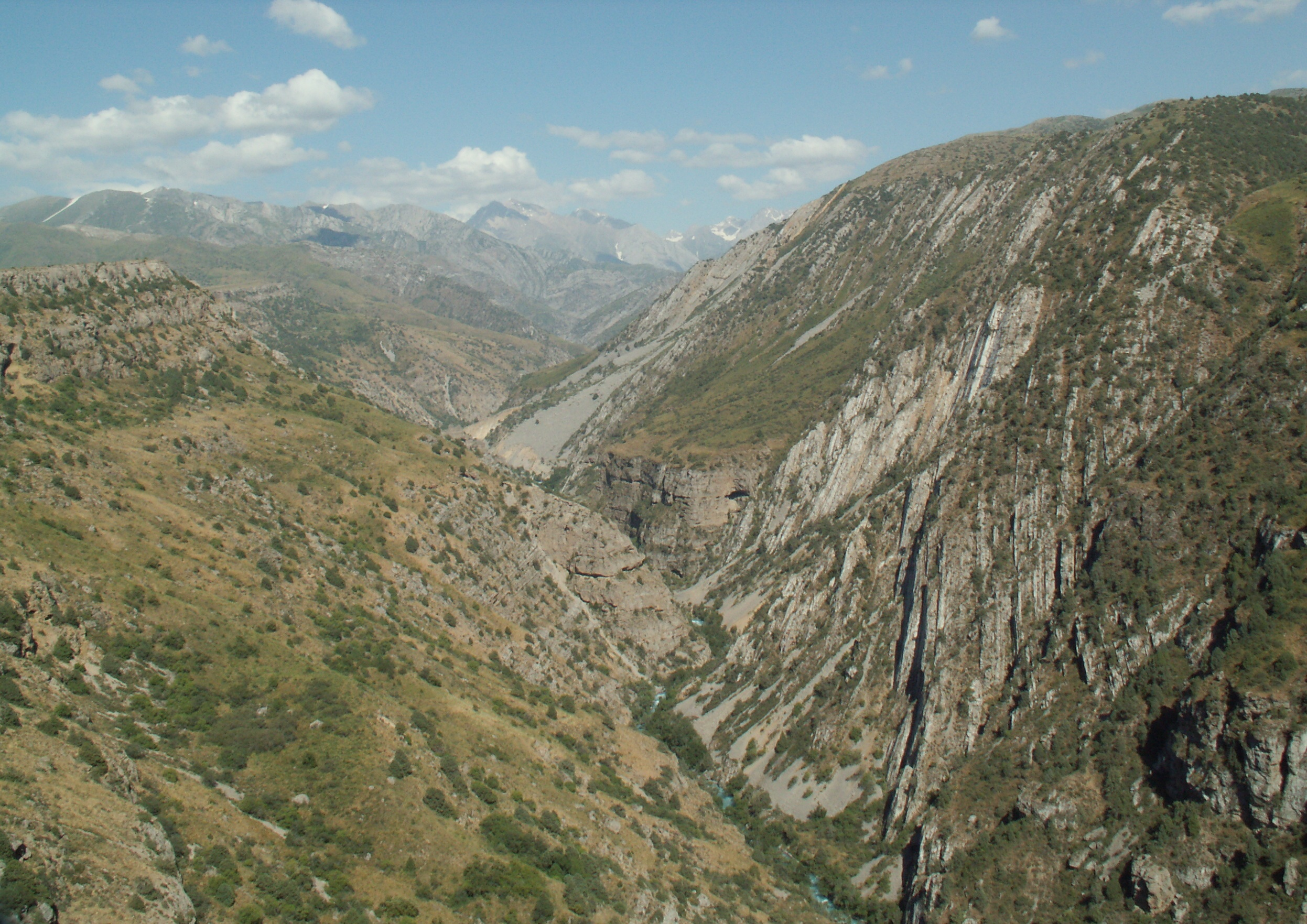